# Nessaea obrinus
Nessaea obrinus is een vlinder uit de familie Nymphalidae. De wetenschappelijke naam is gepubliceerd in 1758 door Carl Linnaeus in de tiende editie van Systema naturae. Het is, voor zover bekend, het enige dier, buiten vissen, dat blauw pigment gebruikt voor de blauwe kleur op het lichaam. Alle andere buiten het water levende dieren kleuren blauw door licht te weerkaatsen en te verbuigen.